# Bazoilles-sur-Meuse
Bazoilles-sur-Meuse – miejscowość i gmina we Francji, w regionie Grand Est, w departamencie Wogezy.
Według danych na rok 1990 gminę zamieszkiwało 649 osób, a gęstość zaludnienia wynosiła 31 osób/km² (wśród 2335 gmin Lotaryngii Bazoilles-sur-Meuse plasuje się na 511. miejscu pod względem liczby ludności, natomiast pod względem powierzchni na miejscu 158.).